# Rudłowo
Rudłowo (niem. Rodelshöfen) – osada w Polsce położona w województwie warmińsko-mazurskim, w powiecie braniewskim, w gminie Braniewo.
Znajduje się w historycznym regionie Warmia. Do 1954 w granicach Braniewa. W latach 1975–1998 miejscowość administracyjnie należała do województwa elbląskiego.
W miejscowości działało Państwowe Gospodarstwo Rolne.

## Położenie geograficzne
Rudłowo jest położone około 1 km na południowy wschód od centrum Braniewa, niedaleko zachodniego brzegu rzeki Pasłęki. Z Braniewa prowadzi do miejscowości ul. Stanisława Moniuszki.

## Historia
Historia Rudłowa jest związana z założeniem tu w XIV w. majątku ziemskiego, tzw. dobra rycerskiego (niem. Rittergut), podporządkowanego zakonowi krzyżackiemu. Gdy w 1712 r. wzniesiono pierwszy zamek, Rudłowo znajdowało się na terenie Królestwa Prus (niem. Königreich Preußen). W 1865 przejął majątek ród Stoch (i zarządzał nim do XX w.); wtedy to zamek gruntownie przebudowano. Powstała okazała dwukondygnacyjna budowla z trzykondygnacyjną wieżą w narożu południowym. Wskutek reformy administracyjnej w Prusach z 1815 r. Rudłowo zostało włączone z dniem 1 lutego 1818 do nowo utworzonego powiatu braniewskiego (Kreis Braunsberg). Po utworzeniu w 1874 w ramach powiatów gmin – włączone zostało Rudłowo do gminy Szyleny (niem. Amtsbezirk Schillgehnen). W tym czasie majątek obejmował 433 ha, w tym 288 ha pastwisk oraz 137 ha pól uprawnych. Ponadto majątek posiadał własną cegielnię parową. W 1910 miejscowość liczyła 137 mieszkańców. Z dniem 30 września 1928 Rudłowo włączono do Braniewa. W 1888 majątek przeszedł na własność rodziny von Stoch. Ostatnimi właścicielami 250-hektarowej posiadłości byli dr Friedrich Gramsch (1860–1923) i Charlotte z domu Stoch (1872–1958). Do 1945 prowadzono hodowlę koni, bydła, trzody chlewnej oraz prowadzono cegielnię. W jej posiadaniu pozostawał majątek aż do ucieczki z Prus Wschodnich przed zbliżającym się frontem. W marcu 1945 wkroczyła na te tereny Armia Czerwona. Po zakończeniu wojny terytorium Prus Wschodnich zostało podzielone. Wytyczono nową sztucznie dzielącą Prusy granicę polsko-radziecką, potwierdzoną umową polsko-radziecką w Moskwie 16 sierpnia 1945. Granica przebiega ok. 8 km na północ od miejscowości, zatem Rudłowo znalazło się po stronie polskiej.

### Po 1945 roku
Po II wojnie światowej wieś Rudłowo, w tym przedwojenny majątek, stał się siedzibą Państwowego Gospodarstwa Rolnego. Nadzieją na uratowanie zespołu pałacowo-parkowego było opracowanie w 1982 dokumentacji przewidującej adaptację obiektu na internat Szkoły Rolniczej w Braniewie. Dyrektor szkoły Marian Głuszkowski i dyrektor PGR w Rudłowie Antoni Szczęsny w obecności wojewódzkiego konserwatora zabytków dokonali wiążących uzgodnień w dniu 13 maja 1983 roku. Niestety, mimo starań, nie udało się zgromadzić niezbędnych środków finansowych.

## Zabytki
Do wojewódzkiego rejestru zabytków wpisane są obiekty:
- zespół pałacowy z drugiej połowy XIX w.: 
  - pałac (ruina), przetrwał wojnę w dobrym stanie, również okres socjalistycznych rządów i utworzenia w miejscowości Państwowego Gospodarstwa Rolnego[4] nie obróciły go w ruinę. Do końca lat 70. XX w. zachowało się wiele z dawnego wyposażenia, np. stolarka okienna i drzwiowa, balustrady, parkiety i posadzki. Po zmianach ustrojowych 1989 upadł istniejący tu PGR, pałacyk pozostał bez nadzoru i wówczas to dokonał się ostatni akt zniszczenia. Ruin dawnego zespołu pałacowo-parkowego nie odbudowano.
  - park
  - spichrz
- Grobowiec rodziny Gramsch[8]